# Gentleman Usher of the Scarlet Rod
Il Gentleman Usher of the Scarlet Rod è il Gentleman Usher dell'Ordine del Bagno, carica istituzionale fondata nel 1725. 
Anch'egli, come nel caso del Black Rod della Camera dei Lords del Regno Unito e presso altri ordini cavallereschi, svolge le funzioni di usciere ma non ha incarichi ufficiali governativi, bensì si preoccupa di ammettere i membri dell'Ordine del Bagno a partecipare alle assemblee ufficiali dell'Ordine che si tengono annualmente. 
Il nome della carica deriva proprio dall'uso che egli fa di un'asta cerimoniale e dal colore scarlatto del nastro dell'Ordine cavalleresco del Bagno.

## Gentleman Usher of the Scarlet Rod dal 1725
- 1725 – ?: Edmund Sawyer
- prima del 1763 – dopo il 1789: Henry Hill
- prima del 1806 – 2 luglio 1814: Sir Isaac Heard
- 2 luglio 1814 – 1841: George Frederick Beltz
- 2 dicembre 1841 – 1857?: Albert William Woods
- 1857? – 18 maggio 1863: Hon. Frederick Arthur Henry Chichester
- 1863–1911?: Charles George Barrington
- vacante'?
- 7 marzo 1913 – 30 marzo 1928: colonnello Sir Charles Wyndham Murray
- 30 marzo 1928 – 15 novembre 1932: ammiraglio Richard Grenville Arthur Wellington Stapleton-Cotton
- 15 novembre 1932 – 14 maggio 1948: vice maresciallo dell'aria Sir Charles Alexander Holcombe Longcroft
- 14 maggio 1948 – 12 marzo 1954: maggiore generale Douglas Neil Wimberley
- 12 marzo 1954 – 17 luglio 1964: contrammiraglio Robert St Vincent Sherbrooke
- 25 settembre 1964 – 3 agosto 1979: maresciallo dell'aria Sir Anthony Dunkerton Selway
- 9 febbraio 1968 – 3 agosto 1979: contrammiraglio Colin Duncan Madden
- 3 agosto 1979 – 1985: maresciallo dell'aria Sir Denis Crowley-Milling
- 1985 – 18 luglio 1990: contrammiraglio David Edward Macey
- 18 luglio 1990 – 15 marzo 2002: vice maresciallo dell'aria Sir Richard Charles Fairfax Peirse
- 15 marzo 2002 – 13 giugno 2006: contrammiraglio Iain Henderson
- 13 giugno 2006 – oggi: maggiore generale Charles Vyvyan[1][2]